# Люк Гемсворт
Люк Гемсворт (англ. Luke Hemsworth; 5 листопада 1981) — австралійський актор, відомий виконанням ролей Натана Тайсона в телесеріалі «Сусіди» та Ешлі Стаббса в науково-популярному телесеріалі HBO «Дикий захід».

## Ранні роки
Люк Гемсворт народився в Мельбурні в родині Леоні (до шлюбу ван Ос), вчительки англійської мови, та Крейґа Гемсворта, радника в соціальних службах. Люк є старшим братом акторів Кріса та Ліама Гемсвортів. Його дідусь за материнською лінію був нідерландським імігрантом; також у нього є англійське, ірландське, шотландське та німецьке походження. 2007 року одружився з Самантою Гемсворт, з якою має четверо дітей: Елла, Голлі, Гарпер Роза та Александр.

## Фільмографія
| Рік  | Назва                                          | Роль                    | Деталі          |
| ---- | ---------------------------------------------- | ----------------------- | --------------- |
| 2014 | Підрахунок                                     | Детектив Джейсон Пірсон |                 |
| 2014 | Аномалія                                       | Агент Річард Елкін      |                 |
| 2014 | Убий мене тричі                                | Ділан Сміт              |                 |
| 2015 | Інфіні                                         | Чарлі Кент              |                 |
| 2016 | Наукова фантастика. Епізод перший: син Осіріса | Травек                  |                 |
| 2017 | Гікок                                          | Дикий Білл Гікок        | головна роль    |
| 2017 | Контакт                                        | Вілл Флемінґ            |                 |
| 2017 | Почервоніли ріки                               | Вон                     |                 |
| 2017 | Тор: Раґнарок                                  | Актор Тора              | епізодична роль |
| 2018 | Ми човни                                       | Лукас                   |                 |
| 2019 | Крипто                                         | Калеб                   |                 |
| 2020 | Острів кошмарів                                | Нейл                    |                 |
| 2022 | Тор: Кохання та грім                           | Актор Тора              | епізодична роль |
| Б/А  | 34-й батальйон                                 | Робінсон                | у постпродукції |

| Рік       | Назва                            | Роль                    | Деталі                          |
| --------- | -------------------------------- | ----------------------- | ------------------------------- |
| 2001—2002 | Сусіди                           | Натан Тайсон            | 10 епізодів                     |
| 2003      | Клуб сідла                       | Саймон                  | епізод «Кінь Фостер: частина 1» |
| 2004      | Блакитні цілителі                | Ґлен Пітерс             | 2 епізоди                       |
| 2005      | Останній герой                   | Шеннон Ґазал            | 3 епізоди                       |
| 2005      | Усі святі                        | Бен Сімпсон             | епізод «Із темряви»             |
| 2007      | Задоволення                      | М'ясник Пол             | епізод «Лорен постає»           |
| 2008      | Сусіди                           | Джон Картер             | 3 епізоди                       |
| 2008      | Принцеса слонів                  | Дядько Гаррі            | епізод «Великий жарт»           |
| 2009      | Детектив Карла Каметті           | Електрик                | епізод «Кохай, шануй і дорожи»  |
| 2009      | Плутанина                        | Джон                    | 2 епізоди                       |
| 2011      | Проект Базура                    | Злочинець               | епізод «Гроші»                  |
| 2012      | Байкерські війни: брати по зброї | Ґреґорі «Тінь» Кемпбелл | міні-серіал                     |
| 2012      | Переможці та невдахи             | Джексон Нортон          | 2 епізоди                       |
| 2016—2022 | Край «Дикий Захід»               | Ешлі Стаббс             | головна роль                    |